# Franz Lehár
Franz Lehár (Komárom, Áustria-Hungria (atual Komárno, na Eslováquia); 30 de abril de 1870 — Bad Ischl, Áustria; 24 de outubro de 1948) foi um compositor austríaco de ascendência húngara.

## Biografia
Filho de Ferenc e Christina Neubrandt (de língua materna alemã), é conhecido sobretudo como compositor de operetas (por exemplo, escreveu o famoso romance Tu che m'hai preso il cuor, de O país dos sorrisos, de 1929). Estudou com o pai, regente de banda militar, e foi aluno do Conservatório de Praga de 1882 a 1888, estudando violino e teoria musical. Seguindo o conselho de Dvořák, ele se concentrou em compor.
Depois de receber seu diploma, ele tocou violino com a Barmen-Elberfeld Symphony Orchestra. Mais tarde, ele se juntou à banda de seu pai, a 50ª Infantaria, como líder assistente da banda. Em 1890 tornou-se diretor da banda militar do 25º Regimento de Infantaria em Losoncz. Em 1894 deixou este último para ir para Pula dirigir a banda militar naval daquele porto.
Aqui conheceu o poeta Felix Falzari, com quem compôs sua primeira obra, Kukuschka, que teve um sucesso moderado, mas não o suficiente para permitir que ele deixasse a direção de uma banda militar. A esta atividade juntou cedo a de autor de arranjos para banda de conhecidas peças eruditas e canções populares. Em 1898 mudou-se para Trieste para dirigir a banda naval militar local e em 1898 assumiu o lugar de seu pai no 87º regimento de Budapeste.
Mudando-se para Viena, teve a oportunidade no ano seguinte de compor uma valsa para o grande baile de máscaras que a inventiva e refinada princesa de Metternich dava na corte. O tema do baile foi Ouro e Pratae assim foi chamada a sua valsa que, tornando-se imediatamente famosa em todo o mundo, chamou a atenção de editores musicais e diretores de teatro. Em 1902 deixou o exército para dirigir o teatro em Vienna an der Wien, cargo que logo abandonou para se dedicar exclusivamente à composição.
Sua ópera Wiener Frauen, produzida em novembro de 1902, descrevia as vicissitudes de um professor de música que foi dado como desaparecido após uma viagem marítima. A partir de então viveu em Viena, dedicando todo o seu tempo à composição. Dois anos depois fez Casamento de brincadeira, interpretada na Itália por Gea della Garisenda com libreto de Renato Simoni.
Seu maior sucesso foi Die lustige Witwe (A Viúva Alegre), encenada pela primeira vez no Theatre an der Wien em 30 de dezembro de 1905, e na Itália dois anos depois no Teatro Dal Verme de Milão. O sucesso desta opereta, centrada na história do Conde Danilo e da herdeira Anna, trouxe-lhe de imediato um grande lucro que, no entanto, perdeu devido a arriscadas transacções financeiras na Bolsa de Valores de Viena. Tornado prudente por esta má experiência, ele voltou à riqueza graças às operetas subsequentes, tornando-se logo uma das pessoas mais ricas da capital austríaca e também fundou sua própria casa musical.
Em 1929, o próprio Lehar dirigiu as apresentações de suas operetas Paganini e Federica no Politeama de Trieste, teatro com o qual teve uma relação privilegiada. No mesmo ano compôs Il Paese del Sorriso, no qual mostrava sua paixão por contos de fadas exóticos.
Tendo comprado uma casa em Bad Ischl, uma cidade austríaca perto de Salzburgo, ele conheceu Sofia Meth lá em 1906, filha de um comerciante de tapetes judeu e já casada. Os dois começaram a vida juntos e em 1921 Sofia se divorciou do primeiro marido e assim pôde se casar com Lehar. Depois de deixar a atividade de compositor em 1934, dedicou-se quase exclusivamente à sua editora Glocken-Verlag. Durante a Segunda Guerra Mundial ele conseguiu escapar com sua esposa (de origem judaica) graças à ajuda de Albert Göring (irmão mais novo de Hermann). Em 1944 mudou-se para a Suíça por motivos de saúde.
Em 1947, sua esposa Sofia morreu em Zurique. No ano seguinte, gravemente doente e quase cego, morreu também em Bad Ischl.
Seu repertório como compositor também inclui sonatas, poemas tonais, marchas e danças como a célebre valsa Gold und Silber (Ouro e Prata).

## Lista de óperas e operetas
| Título                                                                           | Gênero                | Atos              | Libreto | Pré estreia                                                   | Pré estreia                                                                 |
| Título                                                                           | Gênero                | Atos              | Libreto | Data                                                          | Local                                                                       |
| -------------------------------------------------------------------------------- | --------------------- | ----------------- | --- | ------------------------------------------------------------- | --------------------------------------------------------------------------- |
| Der Kürassier                                                                    | Ópera                 |                   | G. Ruther | incompleto (composto em 1891/92)                              |                                                                             |
| Rodrigo                                                                          | Ópera                 |                   | Rudolf Mlčoch | não executada (composta em 1893)                              |                                                                             |
| Kukuska / Tatjana                                                                | Ópera                 | 3 atos            | Félix Falzari | 27 de novembro de 1896                                        | Leipzig, Stadttheater                                                       |
| Arabella, der Kubanerin                                                          | Opereta               |                   | G. Schmidt | incompleto (composto em 1901)                                 |                                                                             |
| Das Klub-Baby                                                                    | Opereta               |                   | Viktor Leon | incompleto (composto em 1901)                                 |                                                                             |
| Der Klavierstimmer (Wiener Frauen)                                               | Opereta               | 3 atos            | Ottokar Tann-Bergler [de] e Emil Norini                                                                                            | 21 de novembro de 1902                                        | Viena, Teatro an der Wien                                                   |
| Der Rastelbinder                                                                 | Opereta               | prelúdio e 2 atos | Viktor Leon | 20 de dezembro de 1902                                        | Viena, Carltheater                                                          |
| Der Göttergatte                                                                  | Opereta               | prelúdio e 2 atos | Viktor Léon e Leo Stein | 20 de janeiro de 1904                                         | Viena, Carltheater                                                          |
| Die Juxheirat                                                                    | Opereta               | 3 atos            | Júlio Bauer | 21 de dezembro de 1904                                        | Viena, Teatro an der Wien                                                   |
| Die lustige Witwe / The Merry Widow                                              | Opereta               | 3 atos            | Viktor Léon e Leo Stein, após L'attaché d'ambassade de Henri Meilhac                                                               | 30 de dezembro de 1905                                        | Viena, Teatro an der Wien                                                   |
| Der Schlüssel zum Paradies (versão revisada de Der Klavierstimmer )              | Opereta               | 3 atos            | Emil Norini e Julius Horst | outubro de 1906                                               | Leipzig                                                                     |
| Peter und Paul Schlafen ins Schlaraffenland                                      | Conto de fadas mágico | 1 ato             | Fritz Grünbaum e Robert Bodanzky                                                                                                   | 1 de dezembro de 1906                                         | Viena, Teatro an der Wien                                                   |
| Mitislaw der Moderne                                                             | Opereta               | 1 ato             | Fritz Grünbaum e Robert Bodanzky                                                                                                   | 5 de janeiro de 1907                                          | Viena, Die Hölle                                                            |
| Der Mann mit den drei Frauen                                                     | Opereta               | 3 atos            | Julius Bauer, inspirado em Le contrôleur des wagon-lits de Alexandre Bisson                                                        | 21 de janeiro de 1908                                         | Viena, Teatro an der Wien                                                   |
| Das Fürstenkind                                                                  | Opereta               | prelúdio e 3 atos | Viktor Léon, inspirado em Le Roi des montagnes de Edmond About                                                                     | 7 de outubro de 1909                                          | Viena, Johann Strauß-Theater [de]                                           |
| Der Graf von Luxemburgo                                                          | Opereta               | prelúdio e 3 atos | Alfred Maria Willner e Robert Bodanzky                                                                                             | 12 de novembro de 1909, versão revisada em 4 de março de 1937 | Viena, Theatre an der Wien, versão revisada Berlim, Theatre des Volkes [de] |
| Zigeunerliebe ( Gipsy Love )                                                     | opereta romantica     | 3 atos            | Alfred Maria Willner e Robert Bodanzky                                                                                             | 8 de janeiro de 1910                                          | Viena, Carltheater                                                          |
| Eva ( Das Fabriksmädel )                                                         | Opereta               | 3 atos            | Alfred Maria Willner e Robert Bodanzky                                                                                             | 24 de novembro de 1911                                        | Viena, Teatro an der Wien                                                   |
| Rosenstock e Edelweiss                                                           | Singspiel             | 1 ato             | Júlio Bauer | 1 de dezembro de 1912                                         | Viena                                                                       |
| Die ideale Gattin (versão revisada de Der Göttergatte )                          | Opereta               | 3 atos            | Julius Brammer e Alfred Grünwald, após Die Zwillingsschwester de Ludwig Fulda                                                      | 11 de outubro de 1913                                         | Viena, Teatro an der Wien                                                   |
| Endlich allein                                                                   | Opereta               | 3 atos            | Alfred Maria Willner e Robert Bodanzky                                                                                             | 30 de janeiro de 1914                                         | Viena, Teatro an der Wien                                                   |
| Der Sterngucker                                                                  | Opereta               | 3 atos            | Fritz Löhner-Beda | 14 de janeiro de 1916                                         | Viena                                                                       |
| Wo die Lerche singt / Where the Lark Sings (Húngaro: A pacsirta )                | Opereta               | 3 atos            | Alfred Maria Willner e Heinz Reichert [ de ], depois de um esboço de Ferenc Martos após Dorf und Stadt de Charlotte Birch-Pfeiffer | 1 de janeiro de 1918                                          | Budapeste, Ópera Real                                                       |
| Die blaue Mazur                                                                  | Opereta               | 3 atos            | Leo Stein e Bela Jenbach | 28 de maio de 1920                                            | Viena, Teatro an der Wien                                                   |
| Die Tangokönigin (versão revisada de Die ideale Gattin )                         | Opereta               | 3 atos            | Julius Brammer e Alfred Grunwald                                                                                                   | 9 de setembro de 1921                                         | Viena, Teatro Apollo [ de ]                                                 |
| Frühling                                                                         | Singspiel             | 1 ato             | Rudolf Eger | 20 de janeiro de 1922                                         | Viena                                                                       |
| La danza delle libellule (versão revisada de Der Sterngucker )                   | Opereta               | 3 atos            | Carlos Lombardo | 14 de janeiro de 1922                                         | Milão, Teatro Lírico                                                        |
| Frasquita [ de ]                                                                 | Opereta               | 3 atos            | Alfred Maria Willner e Heinz Reichert                                                                                              | 12 de maio de 1922                                            | Viena, Teatro an der Wien                                                   |
| Die gelbe Jacke                                                                  | Opereta               | 3 atos            | Viktor Leon | 9 de fevereiro de 1923                                        | Viena, Teatro an der Wien                                                   |
| Libellentanz (versão revisada de La danza delle libellule )                      | Opereta               |                   | Carlo Lombardo e Alfred Maria Willner                                                                                              | 21 de março de 1923                                           | Viena, Stadttheater                                                         |
| Clo-Clo                                                                          | Opereta               | 3 atos            | Béla Jenbach, após Der Schrei nach dem Kinde de Julius Horst e Alexander Engel                                                     | 8 de março de 1924                                            | Viena, Bürgertheater                                                        |
| Paganini                                                                         | Opereta               | 3 atos            | Paul Knepler [ de ] e Béla Jenbach                                                                                                 | 30 de outubro de 1925                                         | Viena, Johann Strauß-Theater                                                |
| Gigolette (versão revisada de La danza delle libellule )                         | Opereta               | 3 atos            | Carlo Lombardo e Giovacchino Forzano                                                                                               | 30 de outubro de 1926                                         | Milão, Teatro Lírico                                                        |
| Der Zarewitsch                                                                   | Opereta               | 3 atos            | Heinz Reichert e Béla Jenbach, após Carewicz de Gabriela Zapolska                                                                  | 21 de fevereiro de 1927                                       | Berlim, Deutsches Künstlertheater                                           |
| Frühlingsmädel (versão revisada de Frühling )                                    | Singspiel             | 1 ato             | Rudolf Eger | 29 de maio de 1928                                            | Berlim, Neues Theatre am Zoo [de]                                           |
| Friederike                                                                       | Singspiel             | 3 atos            | Ludwig Herzer [ de ] e Fritz Löhner-Beda                                                                                           | 4 de outubro de 1928                                          | Berlim, Teatro Metropol                                                     |
| Das Land des Lächelns / The Land of Smiles (versão revisada de Die gelbe Jacke ) | opereta romantica     | 3 atos            | Ludwig Herzer e Fritz Löhner-Beda, após Viktor Léon                                                                                | 10 de outubro de 1929                                         | Berlim, Teatro Metropol                                                     |
| Schön ist die Welt (versão revisada de Endlich allein )                          | Opereta               | 3 atos            | Ludwig Herzer e Fritz Löhner-Beda                                                                                                  | 3 de dezembro de 1930                                         | Berlim, Teatro Metropol                                                     |
| Der Fürst der Berge (versão revisada de Das Fürstenkind )                        | Opereta               |                   | | 23 de setembro de 1932                                        | Berlim, Nollendorfplatz                                                     |
| Giuditta                                                                         | comédia musical       | 5 cenas           | Paul Knepler e Fritz Löhner-Beda                                                                                                   | 20 de janeiro de 1934                                         | Ópera Estatal de Viena                                                      |
| Garabonciás diák ( The Wandering Scholar, versão revisada de Zigeunerliebe )     | Canto romântico       | 3 atos            | Vincze, Ernő Innocent | 20 de fevereiro de 1943                                       | Budapeste, Ópera                                                            |